# Fruchtbringende Gesellschaft

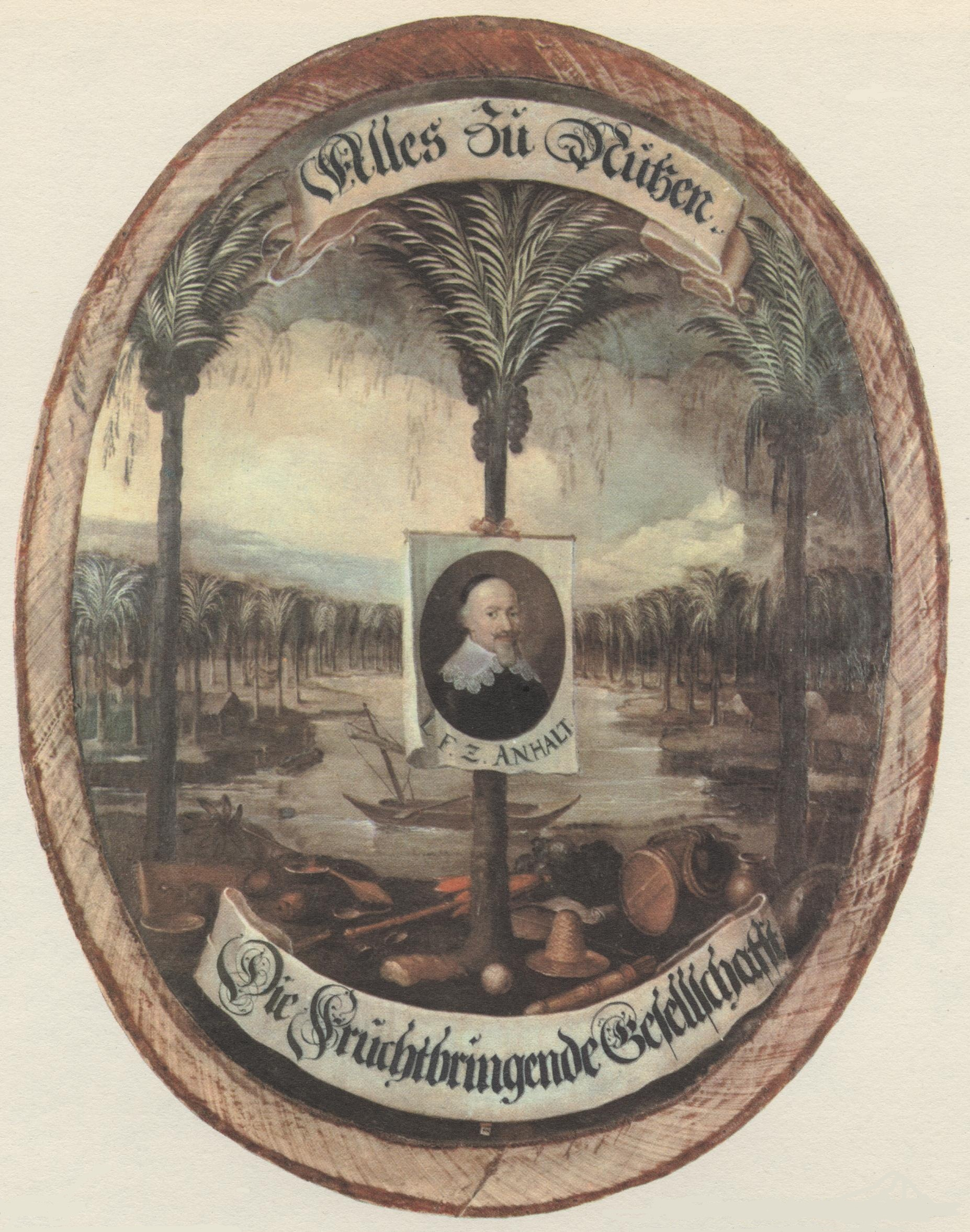
Gesellschaftsschild der Fruchtbringenden Gesellschaft: Palmenhain mit einem Porträt Fürst Ludwigs von Anhalt-Köthen

Gesellschaftspfennig des August Fürst zu Anhalt 1621

Die Fruchtbringende Gesellschaft (1617–1680, lateinisch societas fructifera), auch Palmenorden genannt, war die erste und mit 890 Mitgliedern auch größte deutsche Sprachakademie. In ihrer Imprese zeigt sie die vielfach brauchbare Dattelpalme mit der Devise „Alles Zu Nutzen“.
Aufgrund ihrer hohen Mitgliederzahl aus dem Adels- und Reichsfürstenstand war sie höfisch, politisch, militärisch und diplomatisch vernetzt. Modell standen die italienischen Renaissance-Akademien, sie knüpfte aber auch an Ritterorden, Adelsgesellschaften und Bruderschaften an, fungierte jedoch nur zum Teil wie eine Gelehrtengesellschaft und literarische Vereinigung.

„Der Name Fruchtbringend / darum / damit ein jeder / so sich hinein begiebet / oder zu begeben gewillet / anders nichts / als was fruchtmeßig / zu Früchten / Bäumen / Blumen / Kräutern oder dergleichen gehörig / aus der Erden wächset / und davon entstehet / ihme erwehlen / und darneben überall Frucht zuschaffen äußerst beflissen seyn solle.“

## Gründung
Nach dem Bericht im Gesellschaftsbuch der Akademie wurde die Fruchtbringende Gesellschaft in Weimar am 24. August 1617 gegründet, und zwar von fünf anhaltischen und sachsen-weimarischen reformierten und lutherischen Fürsten sowie dreien ihrer Hofleute, darunter dem Gesellschaftsältesten (Caspar von Teutleben. FG 1. Der Mehlreiche. 1617), Fürst Ludwig von Anhalt-Köthen (FG 2. Der Nährende. 1617) und Herzog Wilhelm IV. von Sachsen-Weimar (FG 5. Der Schmackhafte. 1617), dem eigentlich ersten bzw. zweiten Gesellschaftsoberhaupt. Der Gründungsbericht dieser höfischen Akademie wurde in Frage gestellt, weil der 24. August der Kalendertag der französischen Bartholomäusnacht (Hugenottenmord) war und somit ein reformierter Gedenktag. Die Stifter dieser Vereinigung standen am Vorabend des Dreißigjährigen Kriegs zwar der protestantischen Aktionspartei nahe, gründeten die Gesellschaft aber nicht als „eine politisch motivierte Sammlungsbewegung“ mit einem erst sekundären Sprachzweck und adlig-patriotischen Tugendkanon, sondern nur zur Verwirklichung ethischer und sprachlich-literarischer Ziele.

## Ziele und Anfangsjahre
Die Ziele definierten die Gesellschaftsbücher seit 1622, indem sie das höfische, jedoch schon sozial verallgemeinerte Verhaltensideal der Conversazione civile (Stefano Guazzo) mit den Aufgabenfeldern der Spracharbeit in aller Kürze umschrieben:

„Erstlichen daß sich ein jedweder in dieser Gesellschafft/ erbar/ nütz- und ergetzlich bezeigen/ und also überall handeln solle/ bey Zusammenkünfften gütig/ frölig/ lustig und erträglich in worten und wercken sein/ auch wie darbey keiner dem andern ein ergetzlich wort für übel auffzunehmen/ also sol man sich aller groben verdrießlichen reden/ und schertzes darbey enthalten.
Fürs ander/ daß man die Hochdeutsche Sprache in jhren rechten wesen und standt/ ohne einmischung frembder außländischer wort/ auffs möglichste und thunlichste erhalte/ uñ sich so wohl der beste(n) außsprache im reden/ alß d(er) reinesten art
im schreiben uñ Reimen-dichten befleißige[n].“

Diese Ziele der Fruchtbringenden Gesellschaft erwuchsen anfangs aus Ideen des Pädagogen Wolfgang Ratke (1571–1635), der schon auf dem Frankfurter Reichstag von 1612 eine Erklärung darüber abgegeben hatte, wie „Jm Gantzen Reich, ein einträchtige Sprach, ein einträchtige Regierung, vnd Endlich Auch ein einträchtige Religion, bequemlich ein zuführen, und friedlich zuerhalten sey.“
Herzogin Dorothea Maria, sodann Fürst Ludwig und dessen Neffe Herzog Joachim Ernst I. von Sachsen-Weimar (FG 3. 1617) hatten über ratichianische Schulversuche verhandelt, die ab 1618 auch in Köthen und in Weimar zustande kamen und an denen das frühe Mitglied, der damalige Kammerjunker Everwin von Droste zu Möllenbeck 1618/19 vermutlich mitwirkte. In Köthen liefen sie nach Ratkes Ausscheiden 1619 trotz der Inflation bis 1624 weiter, begleitet von zahlreichen, meistens in Fürst Ludwigs Offizin gedruckten Lehrbüchern für viele Sprachen und Disziplinen. Seit 1619 wurden in Köthen anonym auch umfangreiche fruchtbringerische kommentierte Übersetzungen Fürst Ludwigs und Nachdichtungen des anhalt-dessauischen Hofmeisters Tobias Hübner (FG 25. Der Nutzbare. 1619) gedruckt, außerdem eine Reihe von frühen Gedichten und Versübertragungen.
Neben der meist in den Vordergrund gerückten Sprachreinigung und -vereinheitlichung zielten Bemühungen der Gesellschaft ebenso darauf ab, die deutsche Sprache mit neuen Wörtern (Verdeutschungen) zu bereichern und in ihren Ausdrucksmöglichkeiten zu erweitern. Diesem Zweck diente eine rege Übersetzungstätigkeit aus den Literaturbeständen europäischer Sprachen. Es ging sowohl darum, diese Werke in deutscher Sprache zugänglich zu machen, als auch damit die literarische Gleichwertigkeit und Potenz des Deutschen nachzuweisen. Mit dem Anliegen, die deutsche Sprache als Literatursprache durch Übersetzungstätigkeit zu verbessern, übersetzten Mitglieder der Fruchtbringenden Gesellschaft im Austausch untereinander vor allem italienische, spanische und französische Literatur, darunter Lyrik, Dramen und Prosa, aber auch gelehrsame Werke.
In einer publizierten Muster-Korrespondenz stößt man unter dem 25. Januar 1620 auf den Brief der nun ausdrücklich genannten „Fruchtbringenden Gesellschafft“. Das erste Gesellschaftsbuch von 1622 enthält sodann den Gründungsbericht und die chronologische Liste der bis dahin aufgenommenen 52 Mitglieder. Von 1617 bis 1623 verfassten und veröffentlichten neben Fürst Ludwig und Hübner auch Heinrich von Krage (FG 16. 1618), Burggraf und Herr Christoph zu Dohna (FG 20. 1619), Jost Andreas von Randow (FG 22. 1619), Curt Dietrich aus dem Winckel (FG 35. 1621) und Hans Ernst von Börstel (FG 41.1621) einzelne oder mehrere Arbeiten. Wahrscheinlich ist die Zahl noch größer, denn es gibt aus diesem Zeitraum auch schon recht viele andere, anonym erschienene und in Köthen gedruckte poetische Arbeiten unterschiedlichen Umfangs.
Wir wissen auch um die sprachliche Begabung von Rednern und Gesandten wie Caspar von Teutleben oder des polyglotten ersten Sekretärs der Gesellschaft, Friedrich von Schilling (FG 21. 1619). Allgemein ging es jedoch darum, die Führungsschichten auf eine zivile Diskursfähigkeit zu verpflichten und für die Förderung der wenig verdächtigen, aber doch politischen und christlichen Spracharbeit zu gewinnen, so dass die Mehrheit der aufgenommenen Fürsten, Hofleute, Offiziere und Räte auch ohne eigene gelehrte oder literarische Werke den Zielen der Gesellschaft nutzen konnte. Die innergesellschaftliche Friedenspflicht und das überparteiliche fruchtbringerische Tugendethos bewährten sich in zunehmender Ausstrahlung nach außen als Vorbild für die im Laufe des Krieges anwachsende patriotische Friedensgesinnung im Alten Reich.

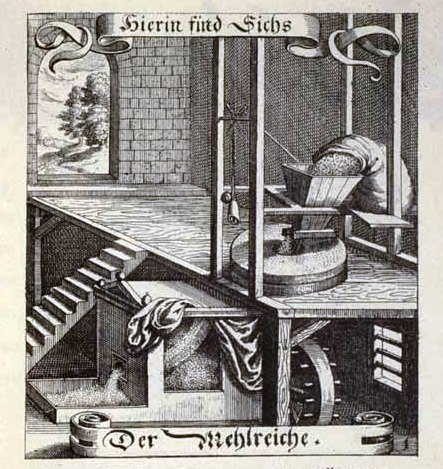
Imprese Caspars von Teutleben.

Die Imprese Teutlebens, des Mehlreichen, weist auf das wichtigste Vorbild der Fruchtbringenden Gesellschaft hin: Die florentinische Accademia della Crusca, die in ihrer Imprese einen Beutelkasten zum Scheiden des Mehls von der Kleie als Sinnbild der Sprachkritik zeigte, hatte Fürst Ludwig von Anhalt-Köthen (FG 2. Der Nährende. 1617) im Jahre 1600 unter dem Namen L’Acceso (Der Entzündete) aufgenommen. Er arbeitete am ersten Wörterbuch der Crusca mit, ließ in Köthen seine eigenen Übersetzungen der philosophischen Dialoge von Giovan Battista Gelli, dem Leiter der Accademia Fiorentina, und andere, von Eingriffen der katholischen Zensur befreite italienische Bücher drucken, darunter die von Tobias Adami (FG 181. 1629) veröffentlichten Gedichte Tommaso Campanellas (1623). Auf Gellis in der italienischen Sprachdebatte vertretene Ideen berief sich der Fürst, besonders darauf, dass kein Gedanke an eine Sprache (z. B. Griechisch oder Latein) gebunden sei und dass alles in jeder Volkssprache ausdrückbar sei, wenn diese kultiviert werde (siehe die zuvor genannten beiden Ziele in den Gesellschaftsbüchern seit 1622).

## Sozialstruktur, Symbolik und Verfassung

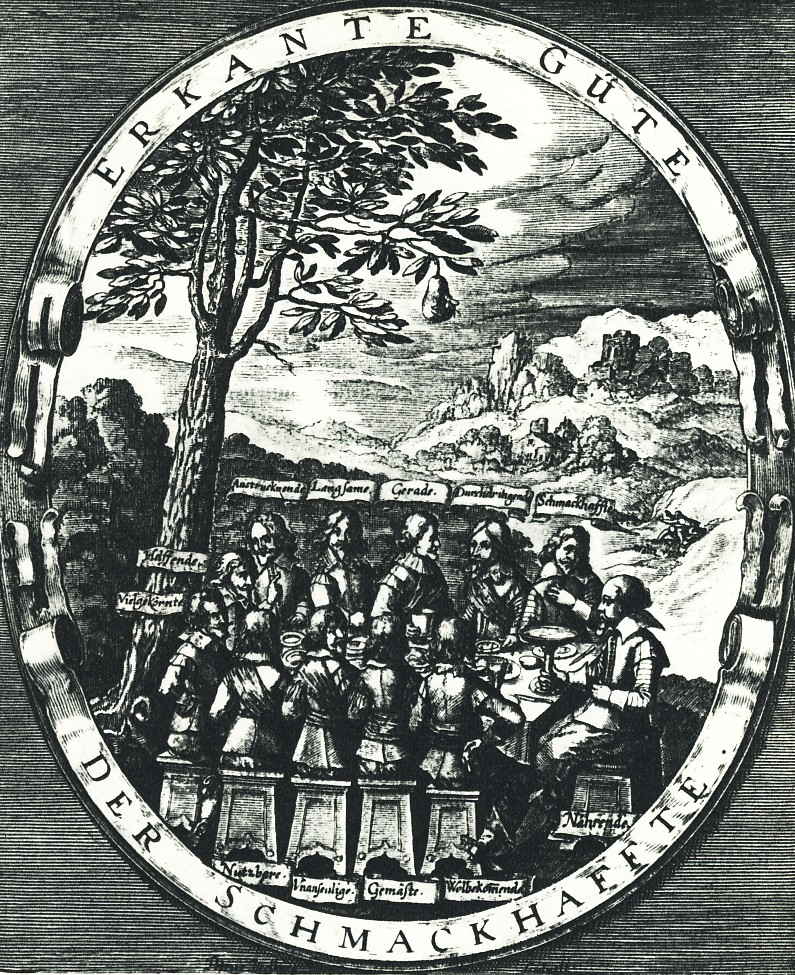
Emblem des Herzogs Wilhelm von Sachsen-Weimar mit Devise und Mitgliedsname, einschließlich einer Sitzung der Fruchtbringenden Gesellschaft. Kupferstich von Peter Isselburg. Von rechts im Uhrzeigersinn: der Nährende, der Wohlbekommende, der Gemäße, der Unansehnliche, der Nutzbare, der Vielgekörnte, der Helfende, der Austrucknende, der Langsame, der Gerade, der Durchdringende, der Schmackhafte.

Die Fruchtbringende Gesellschaft war als eine höfische Akademie gegründet worden, so dass auch zur Zeit Fürst Ludwigs (1617–1650) die Gesellschaft im Wesentlichen aus Adligen und Geadelten bestand, die den damaligen Führungsschichten entstammten und auch als Mäzene am besten die Spracharbeit protegieren konnten: Von den 527 in dieser Zeit aufgenommenen Mitgliedern waren 73 Fürsten (13,9 %), 42 Grafen (8 %), 19 Herren und Freiherren (3,6 %) und 330 Ur- oder Altadlige (62,6 %), 30 Mitglieder aus jüngerem Adel oder selbst Nobilitierte (5,7 %), 31 Bürger (einschließlich Patriziat u. Ä.) oder Bauern (5,9 %). 2 Personen (0,4 %) sind ihrer Herkunft nach unbestimmt. Die Mitgliedschaft einiger großer Herren, z. B. des schwedischen Grafen und Feldherrn Axel Oxenstierna (FG 232. Der Gewünschte. 1634) und General Ottavio Piccolomini d’Aragona, Duca d’Amalfi (FG 356. Der Zwingende. 1641), dürfte politisch begründet gewesen sein und zeugt von Fürst Ludwigs diplomatischem Geschick bzw. von dem Druck der Kriegslage.
Jedes Mitglied sollte sein Verhalten nach seiner eigenen Imprese regulieren, die mittels einer Pflanze oder eines Pflanzenprodukts, des dazu gehörigen ,Worts’ (Sinnspruch), des Gesellschaftsnamens und eines darunter gerückten ,Reimgesetzes’ (Strophe) eine ,Tugend’ auslegte. Matthaeus Merian d. Ä. ließ nach den kolorierten Federzeichnungen von Christoph Rieck(e) († 1640 in Anhalt) und Christoph Steger († 1682 in Halle a. d. S.) in seiner Werkstatt 401 Impresen in Kupfer stechen und im Gesellschaftsbuch von 1646 veröffentlichen. Darin ergänzte er die Stiche seiner ersten 200 Impresen des Gesellschaftsbuchs von 1629/30. Das Sinnbild der Gesellschaft und das des jeweiligen Trägers prangten auch auf der Vorder- bzw. Rückseite der ,Gesellschaftspfennige’ (ovale goldene Medaillen), die die Mitglieder an einem sittichgrünen Band um den Hals trugen.
Um die damals häufigen Rangstreitigkeiten zu vermeiden, soziale Unterschiede bei der Akademiearbeit auszublenden und nur dem Nutzen zu dienen, sollten die ,Gesellen’ in Gesprächen, Briefen und Publikationen nur ihre Gesellschaftsnamen benutzen.
Die Gründungsmitglieder stellten sich nach ihrem Lebensalter auf, so dass Fürst Ludwig sich zwischen dem weimarischen Hofmeister Teutleben und vor den jüngeren weimarischen Herzögen einordnete. Bis zu seinem Tod am 11. Februar 1629 nahm daher der Mehlreiche den ersten Platz und Rang in der Akademie ein. Bei Gesellschaftstreffen, wie Peter Isselburg eines zur Aufnahme des Helfenden Friedrich von Kospoth (FG 55. 1622, s. Abb.) stach, führte der älteste Anwesende (hier Fürst Ludwig, der Nährende) den Vorsitz. Rechts neben ihm nahm nach der in der Gesellschaft herrschenden Anciennitätsregel sein Neffe Herzog Wilhelm IV. von Sachsen-Weimar (FG 5) den 2. Sitz an der Tafel ein und Kospoth als Zuletztrezipierter den untersten Platz und Rang.
Zu den Ritualen der Aufnahme gehörte der Trunk aus einem tazzaförmigen Pokal (sog. Ölberger), das Hänseln des Neuen auf einem Drehstuhl und dessen Rede in vorbildlichem Deutsch. Als ältester Überlebender trat der Schmackhafte 1651, gut ein Jahr nach dem Tode des Nährenden, ordnungsgemäß dessen Nachfolge an (Weimarer Epoche). Das dritte und letzte Oberhaupt konnte nicht mehr rechtzeitig und nach der Rangfolge bestellt werden, vor allem weil mehrere Ältere die Würde ablehnten. In der zum fürstlichen Palmorden gewordenen Akademie zelebrierte seit 1667 der in Halle a. d. S. residierende Herzog August von Sachsen-Weißenfels (FG 402. Der Wohlgeratene. 1643) die Aufnahmen.
Frauen wurden nicht als selbständige Mitglieder zugelassen, allerdings nach der weiblichen Form des Gesellschaftsnamens ihres Mannes bezeichnet, z. B. „die Befreiende“ für die komponierende und schriftstellernde Herzogin Sophia Elisabeth von Mecklenburg-Güstrow als Gemahlin Herzog Augusts d. J. von Braunschweig-Wolfenbüttel (FG 227. Der Befreiende. 1634).

## Gesellschaftspfennig
Bei den bereits erwähnten Gesellschaftstreffen sollten die anwesenden Mitglieder sichtbar ihren Gesellschaftspfennig tragen. Es handelt sich dabei um eine kleine, meist goldene Medaille, auf der ein Palmbaum zu sehen war; auf der oberen Hälfte ein Spruchband mit der Inschrift Alles Zu Nutzen und auf der unteren Hälfte ein Spruchband mit der Inschrift Die Fruchtbringende Gesellschafft. Die Rückseite zeigte das Sinnbild des jeweiligen Mitglieds, seinen Gesellschaftsnamen und seine Devise (Wort). Nach dem aktuellen Stand der Forschung besaß allerdings nicht jedes Mitglied eine solche Medaille.

## Geschichtliche Perioden und Leistungen
- 1617–1650: Fürst Ludwig I. von Anhalt-Köthen (der Nährende)
- 1651–1662: Herzog Wilhelm IV. von Sachsen-Weimar (der Schmackhafte)
- 1667–1680: Herzog August von Sachsen-Weißenfels (der Wohlgerathene)

### Köthener Epoche (1617–1650)
Nach den Anfängen stieg die Mitgliederzahl der Fruchtbringenden Gesellschaft von 1622 bis 1629 rasch von 52 auf 200 Personen an. Die Enge des anhaltisch-ernestinischen dynastischen Verbandes überwand die Vereinigung schon bis 1623 durch die Aufnahme von Mitgliedern aus Kurbrandenburg, Hessen-Kassel, Schwarzburg, Braunschweig-Wolfenbüttel, Schlesien und aus den Stiften Magdeburg und Halberstadt. Bis 1629 änderten sich ihre Sozialstruktur und ihre politischen und konfessionellen Affiliationen kaum, wenn neben Kriegspartnern der Union und Angehörigen der schleswig-holsteinischen, lippischen, waldeckischen, mecklenburgischen und holstein-schaumburgischen Höfe auch schon weiter Entfernte in die Gesellschaft eintraten, z. B. böhmische Exulanten und der als reformierter Privatsekretär im Dienste Karl Hannibals von Dohna, des katholischen Machthabers im kaiserlichen Schlesien, stehende Dichter Martin Opitz von Boberfeld (FG 200. Der Gekrönte. 1629). Aus individuellen Gründen wurden auch einzelne Katholiken und Parteigänger des Kaisers und der Liga zugelassen.
Neben die höfische Dichtung der drei anhaltischen „Reimmeister“ (Fürst Ludwig, Tobias Hübner und Diederich von dem Werder [FG 31. Der Vielgekörnte. 1623]) trat mit der als revolutionär empfundenen Poesie des Fleischersohns und abgebrochenen Studenten Opitz, der auf Fürsprache Dohnas 1628 vom Kaiser geadelt worden war, die bürgerlich-gelehrte Literatur. Außer der deutschen Dichtung und Poetik und der Übersetzung von Werken verschiedener literarischer Gattungen und fachlicher Disziplinen steht auch die Ausbildung einer Kultur des Gesellschaftsbriefs ohne jeden Titelprunk im Mittelpunkt der fruchtbringerischen Arbeit. Auf Treffen der FG diskutierte man jedoch auch schon über Übersetzungs- und Fremdwortfragen. Hier waren keine radikalen Puristen am Werk, denn Eingebürgertes wie ,Matery’ zog man z. B. auf dem Treffen am 9. Januar 1624 den Wörtern Urheb und Zeug vor (DA Köthen Bd. 1, S. 237).
Ein neuer Abschnitt in der Spracharbeit kündigte sich 1638 an, als der General Wilhelm von Kalcheim gen. Lohausen (FG 172. Der Feste. 1629), der schon 1629 mit einer deutschen Abhandlung über Dezimalzahlen, mit Kriegs Discoursen und einer Sallust-Übersetzung hervorgetreten war, 1638 eine Rechen Kunst und eine Übersetzung aus dem Italienischen Virgilio Malvezzis vorlegte (Der Verfolgte David). In diesem Buch erfand er neue deutsche politische und philosophische Begriffe wie den aus dem Niederländischen bezogenen Neologismus „Reden von Staat“ für Ragione di stato (Staatsräson). Fürst Ludwig wandte sich 1638 an den hallischen Gymnasialrektor Christian Gueintz (FG 361. Der Ordnende. 1641), einen ehemaligen Mitarbeiter der ratichianischen Köthener Reform, mit dem Auftrag, eine deutsche Grammatik aus einem unveröffentlichten Köthener Text von etwa 1620 zu entwickeln. Von Opitz’ Freund, dem Wittenberger Professor Augustus Buchner (FG 362. Der Genossene. 1641), empfing Ludwig eine handschriftliche Poetik, die ihn zu seiner eigenen Kurtzen Anleitung Zur Deutschen Poesi (1640) anregte. Damit setzte die Periode eigentlich sprachwissenschaftlicher und poetologischer Diskussion ein, an der sich bald neben Ludwig, Gueintz und Buchner auch andere Gelehrte durch Bücher, Gutachten, Entwürfe und Briefe beteiligten, namentlich der vielseitige Nürnberger Patrizier und Literat Georg Philipp Harsdörffer (FG 368. Der Spielende. 1642), der Wolfenbütteler Prinzenpräzeptor, Dichter, Dramatiker und Sprachwissenschaftler Justus Georg Schottelius (FG 397. Der Suchende. 1642) und der aus Anhalt stammende Pastorensohn und „Berufsliterat“ Philipp (v.) Zesen (FG 521. Der Wohlsetzende. 1648).
Wie schon bei früheren Werken, z. B. Opitz’ Psalmen Davids (1637) und Annolied (1639), sah der Nährende Arbeiten der Mitglieder akribisch genau durch und forderte auch andere Mitglieder zur Kritik auf. Von 1639 bis 1643 überarbeitete Fürst Ludwig, unermüdlich von dem großen Dichter und Tasso- und Ariost-Übersetzer Diederich von dem Werder, auch von Ludwigs schriftstellerndem Neffen Christian II. von Anhalt-Bernburg (FG 51. Der Unveränderliche. 1622) und von dem anhaltischen Gesamtrat und geistlichen Lyriker Martinus Milagius (FG 316. Der Mindernde. 1637) unterstützt, zahlreiche, zuvor schon publizierte Werke der Mitglieder und veröffentlichte sie zusammen mit neuen Schriften auf seiner Köthener Presse mittels Subskription und Spenden.
Die Diskussion der sprachwissenschaftlichen und poetologischen Fragen löste eine Debatte aus, die sich nach antikem Vorbild um den Vorrang von Consuetudo (Usus) oder Ratio (Natura) drehten, d. h. um eine normativ-rationale Entscheidung grammatischer oder orthographischer Fragen nach dem Maßstab der Gewohnheit (Fürst Ludwig, Gueintz) oder eine rationale Herleitung (Etymologia) aus der zum Teil mystisch verwurzelten Natur der Sprache (Schottelius, Harsdörffer, Zesen). Man war sich allerdings darin einig, dass das Ziel der rhetorischen Puritas (Reinheit), dessen Erreichung grammatische Richtigkeit voraussetzte, nach stilistischer Herausbildung einer geschriebenen und gesprochenen nationalen Hochsprache verlangte. Diese Aufgabe haben die Fruchtbringer allerdings nicht ausreichend verwirklichen können, so dass Autoren der Aufklärung, Klassik und Romantik wie Gottsched, Adelung, den großen Weimarern und den Brüdern Grimm noch viel Arbeit übrigblieb. In dieser Kultivierung des Deutschen zielte die Fruchtbringende Gesellschaft auf die Überwindung der mundartlichen Buntheit und die „Reinigung“' des Gemeinen Deutsch der Druckersprachen, Kanzleien, Reichstage, der Handelssprache und der Bibelübersetzung Luthers. Deshalb kommt der deutschsprachigen Erläuterung der Lutherbibel Herzog Ernsts von Sachsen-Gotha (FG 19. Der Bittersüße. 1619), der sog. Weimarer oder Gothaer Bibel (1640/41 u. ö.), nicht so große fruchtbringerische Bedeutung zu wie den biblischen Lehrdichtungen Fürst Ludwigs über Bücher des Alten Testaments, den von dessen Hofprediger Daniel Sachse verfassten Predigten in Form einer Bibelharmonie oder Postille (Einhelligkeit der Vier Evangelisten. 3 Tle. 1641–1644) und den unermüdlich revidierten Passions- und Kirchenharmonien (1640–1656) des Befreienden. Dieser wurde vor allem theologisch von Johann Valentin Andreae (FG 464. Der Mürbe. 1646) beraten, arbeitete sprachlich jedoch ohne Anleitung von Schottelius. In Wolfenbüttel entstand ein Weimar an Produktivität deutlich übertreffendes zweites Zentrum der Fruchtbringenden Gesellschaft, wo z. B. Carl Gustav von Hille (FG 302. Der Unverdrossene. 1636) das erste Buch über die Fruchtbringende Gesellschaft verfasste und illustrierte, Der Teutsche Palmbaum (1647) genannt. Von Herzog Augusts drei Söhnen, die in den folgenden Epochen in die Gesellschaft eintraten, zeichneten sich besonders die von Schottelius, auch von Sigmund von Birken (FG 681. Der Erwachsene. 1658) und Andreae erzogenen Herzöge Anton Ulrich (FG 716. Der Siegprangende. 1659) und Ferdinand Albrecht (FG 842. Der Wunderliche. 1673) als Romancier, Dramatiker und Lyriker bzw. als Autobiograph und Erbauungsautor aus.
Zesen und Harsdörffer gründeten ihre eigenen Akademien als „Pflanzschulen“ für künftige Mitglieder der Fruchtbringenden Gesellschaft (Deutschgesinnte Genossenschaft 1642/43 bzw. Pegnesischer Blumenorden [Pegnitzschäfer] 1644). Im deutschen Südwesten erstreckte sich der Einfluss der Fruchtbringenden Gesellschaft bald bis ins Elsass, wo der Satiriker Johann Michael Moscherosch (FG 435. Der Träumende. 1645) lebte und wo Straßburger Dichter wie Johann Matthias Schneuber (FG 498. Der Riechende. 1648) und Jesaias Rompler von Löwenhalt auch der schon seit 1633 existierenden, um die Sprache bemühten Aufrichtigen Tannengesellschaft angehörten. Der Wedeler Pastor, Lyriker, Dramatiker und Satiriker Johann Rist (FG 467. Der Rüstige. 1647), dessen Elbschwanenorden (1658) auch als ,Pflanzschule’ dienen sollte, gehörte nach dem katholischen Dechanten Nicolaus (von) Troilo (FG 142. 1627) und dem württembergischen Generalsuperintendenten und Teilnehmer der ,Rosenkreuzer’-Bewegung, Johann Valentin Andreae, zu den wegen irenischer Gesinnung ausnahmsweise zugelassenen Gottesgelehrten. Die Aufnahme von neuen Mitgliedern geringen Standes verführte 1647 einen der österreichischen Herren, den standesstolzen Obristen, Dichter und Übersetzer Rudolph von Dietrichstein (FG 481. Der Ätzende. 1647), zu dem Vorschlag, die Fruchtbringende Gesellschaft in einen adligen Orden mit Sinnbildern von Tieren und in eine bürgerlich-gelehrte Gesellschaft mit Pflanzen-Impresen aufzuspalten, was Fürst Ludwig ebenso empört ablehnte wie das damalige Ansinnen, einen Kandidaten wegen seiner gottseligen calvinistischen Gesinnung zuzulassen.

### Weimarische Epoche (1651–1662/67)
Einen Höhepunkt der Aufmerksamkeit und Anerkennung erreichte die Fruchtbringende Gesellschaft in Nürnberg rund um das ,Friedensmahl‘ des Westfälischen Friedens (1650), welches der große Künstler und Kunsthistoriker Joachim von Sandrart (FG 863. Der Gemeinnützige. 1676) malte. Nach 1650 wurde die Gesellschaft, obgleich sie in der Tradition der frühneuzeitlichen, besonders italienischen Akademien stand, zunehmend wie ein fürstlicher oder ritterlicher Orden als „Palmorden“ bezeichnet. Erst seit dem 19. Jahrhundert bürgerte sich die früher nie benutzte Bezeichnung „Sprachgesellschaft“ für die Fruchtbringende Gesellschaft und die anderen Sprachakademien ein.
Der gut ein Jahr nach Fürst Ludwigs Tod (7. Januar 1650) am 8. Mai 1651 bestimmte Nachfolger, Herzog Wilhelm IV. von Sachsen-Weimar, vermochte nicht in die Rolle des Nährenden als Spiritus Rector der Sprachdebatte und der kritischen Arbeit zu schlüpfen und überließ den Briefverkehr und den daraus entstehenden Einfluss zunehmend einem Erzschreinhalter (Sekretär und Archivar). Den ersten Weimarer Erzschreinhalter der Fruchtbringenden Gesellschaft, den Obristleutnant und Kammerjunker Heinrich von Schwechhausen (FG 532. Der Eigentliche. 1651), ersetzte schon 1655 der Liederdichter, Musiker und Poetiker Georg Neumark (FG 605. Der Sprossende. 1653). Die Gesellschaft, die bis 1662 von 527 auf 789 Mitglieder wuchs, zelebrierte noch mit vielen Gedichten eine Trauerfeier für Herzog Wilhelms jungverstorbenen Sohn Friedrich (FG 432. Der Friedenreiche. 1645; * 1640, † 1656) und organisierte die Aufnahme größerer Personengruppen, auch vermittelten ,Netzwerker’ wie Harsdörffer und der Poet, Romancier, Übersetzer und Hippologe Herr Johann Wilhelm von Stubenberg (FG 500. Der Unglückliche. 1648) der Fruchtbringenden Gesellschaft noch wichtige Autoren, neben den genannten Neumark, Birken und Herzog Anton Ulrich beispielsweise den schleswig-holsteinischen Mathematiker, Übersetzer und Reiseschriftsteller Adam Olearius (FG 543. 1651), den österreichischen Dichter und Autor von Hausväterliteratur Freiherr Wolf Helmhard von Hohberg (FG 580. 1652), den sächsischen Staatstheoretiker, Kirchenhistoriker und Lukan-Übersetzer Veit Ludwig von Seckendorff (FG 615. 1654) oder Graf Gottlieb von Windischgrätz (FG 669. 1656), Reichshofrat, Reichsvizekanzler, Konvertit, Förderer und Schüler Birkens als Poet. Der große schlesische Dichter, Dramatiker, Redner und Syndikus Andreas Gryphius (FG 778. 1662) und dessen Verwandter, der Romancier und Apophthegmatiker Paul Winckler (FG 789. 1662), gehören auch zu den Leuchten der Weimarer Periode.

### Hallische Epoche (1667–1680)
Nach dem Tod des Ernestiners Wilhelm von Sachsen-Weimar fiel die u. a. durch die Absage anderer fürstlicher Kandidaten verzögerte Auswahl (s. o.) des Nachfolgers schließlich auf den in Halle a. d. S. residierenden albertinischen Herzog August von Sachsen-Weißenfels (15. Juli 1667). Nach Augusts Tod fiel sein magdeburgisches Erzstift 1680 gemäß dem Westfälischen Friedensschluss an den Großen Kurfürsten Friedrich Wilhelm von Brandenburg (FG 401. Der Untadeliche. 1643), einen um das Deutsche im diplomatischen Verkehr und in der Verwaltung besorgten Fruchtbringer. Zwar wirkten in der Schlusszeit der Fruchtbringenden Gesellschaft neben vielen Fruchtbringern der Weimarer Epoche auch noch manche den Zielen der Fruchtbringenden Gesellschaft verpflichtete Mitglieder der Köthener Periode: Herzog Ernst (der Fromme) von Sachsen-Gotha, Fürst Ludwigs alter Helfer Hans von Dieskau (FG 212. 1632), der Übersetzer und Friedensredner Paris von dem Werder (FG 339. 1639), Schottelius, der Übersetzer, Erfinder und anhaltische Geheime Rat Wilhelm Heinrich von Freyberg (FG 439. 1645), der irenisch gesinnte weimarische Geheimrat, juristische Autor und Historiker Zacharias Prüschenk von Lindenhofen (418. 1644), der hallische Geheimrat, Dichter und Historiker Gebhard von Alvensleben (FG 479. 1647), der kurbrandenburgische Minister, Redner und Liederdichter Freiherr Otto von Schwerin (FG 493. 1648) und der immer noch mit der Sprache experimentierende Literat Philipp von Zesen. Das dritte Oberhaupt vergnügte die höfische Gesellschaft u. a. mit Opern und fruchtbringerischen Aufnahmefeiern, ließ ein Hoftagebuch führen und korrespondierte regelmäßig mit seinem kurfürstlichen Bruder Johann Georg II. von Sachsen (FG 682. 1658) über die hallischen und Dresdner ,Events‘.
Neben hallischen Dienern wie dem Hofdichter, Librettisten, Übersetzer und lustlosen Erzschreinhalter David Elias Heidenreich (FG. 837. Der Willige. 1672) strebten weiterhin und auch von weit her bemerkenswerte und sogar große Autoren in den „Palmorden“, die zum Teil durch von Birken eingeführt worden waren. Neben Sandrart und dem auch in die Royal Society aufgenommenen Herzog Ferdinand Albrecht von Braunschweig-Bevern standen: der Preuße Gottfried Zamehl (FG 805. Der Ronde. 1668) – Historiker, Ratsherr, Mittelpunkt eines elbingischen Dichterzirkels und Verfasser einer verlorenen Sprachabhandlung Germania Celtica rediviva lingua literis, metro etc.–; der nobilitiere preußische Dichter, Poetiker, Übersetzer und Gelehrte Martin von Kempe (FG 806. Der Erkorne. 1668) – der als einziges Mitglied auch allen anderen drei genannten Sprachakademien angehörte, ein deutsches Dichterlexikon schrieb und über die Royal Society berichtete –; der aus Breslau stammende Georg Wende (1634-1705) (FG 818. 1670), Schulrektor und Autor von mehreren hundert gedruckten Schulreden, -übungen, -programmen und -dramen (Oels, Breslau, Lauban u. Thorn), der auch seinen Görlitzer Kollegen und Freund Christian Funcke (FG 873. 1677) in die Fruchtbringende Gesellschaft brachte; Christian Franz Paullini (FG 819. 1672) – der umtriebige und weitgereiste thüringische Arzt, Dichter und Verfasser des ersten deutschen Lexikons über gelehrte Frauen und Autor von vielen, oft Kurioses und Triviales kompilierenden historischen und medizinischen Werken (Heilsame Dreck-Apotheke. 1696), Mitglied der Pegnitzschäfer und der Leopoldina, auch Planer verschiedener historischer Sozietäten –; der nürnbergische evangelische Pastor, Dichter und Erbauungsschriftsteller Johann Christoph Arnschwanger (FG 853. 1675); der Augsburger katholische Chorherr, Naturwissenschaftler (Mitglied der Leopoldina) und Erbauungsschriftsteller Hieronymus Ambrosius Langenmantel (FG 854. 1675); der zuletzt in Baden-Durlach wirkende und um das deutsche Jus publicum bemühte Jurist und Rechtshistoriker Michael Praun (FG 849. Der Vorstellende. 1674); der Mäzen des jungen Quirinus Kuhlmann, der Breslauer Ratsherr Georg Schöbel von Rosenfeld (FG 817. Der Himmlischgesinnte. 1669) oder der Grazer katholische Historiker und habsburgische Panegyriker Michael Frankenberger (FG 851. Der Erscheinende. 1675).
Die „Spracharbeit“ der Fruchtbringer beschränkte sich keineswegs auf Verdeutschungsversuche für Fremdwörter. Zum Programm gehörten sowohl Arbeiten zur Grammatik, Lexikographie und Dichtung als auch Sprach- und Literaturkritik, Geschichtsschreibung, kunstvolle Prosa und Übersetzungen. Siehe hierzu ausführlich unter Sprachgesellschaft.

## Nachwirkungen bis ins 18. Jahrhundert
In den Arbeiten Martin von Kempes, Christian Franz Paullinis und Michael Prauns sowie in den Büchern des bedeutendsten Mitglieds der späten Fruchtbringenden Gesellschaft, des Erfurters Caspar (v.) Stieler, wirken reichspatriotische Gesinnung, historisch-antiquarisches Interesse und sprachlicher, auch auf Recht und Verwaltung gerichteter Eifer der großen deutschen Akademie über ihr offizielles Ende (1680) hinaus bis ins 18. Jahrhundert. Stieler, in der Jugend Liebeslyriker (Die Geharnschte Venus. 1660) und Dramendichter (Rudolstädter Festspiele 1665–67/68), später Poetiker, schuf große Werke zur administrativen Sprache (besonders Teutsche Sekretariat-Kunst. 1673), schrieb über das Zeitungswesen und schenkte seiner Zeit endlich das von der Fruchtbringenden Gesellschaft erhoffte erste große Wörterbuch Der Teutschen Sprache Stammbaum und Fortwachs/ oder Teutscher Sprachschatz (1691). Paullini entwarf in den späten 1680er und in den 1690er Jahren zusammen mit Hiob Ludolf und in Anlehnung an Johann Ludwig Prasch u. a. Pläne zu einem auch von Freiherr und Reichsgraf Gottlieb von Windischgrätz und Gottfried Wilhelm Leibniz leider vergeblich beworbenen Reichskolleg zur Erforschung der deutschen Geschichte (und Sprache), Collegium imperiale historicum. Mit seinen Akademievorhaben auch an die Fruchtbringende Gesellschaft anknüpfend, plante Leibniz drei nach den Aufgaben differenzierte deutsche Wörterbücher, die in ihrer Sammlung der Fachwörter und des historischen Sprachschatzes auch über Stieler hinausgingen. Organisatorischen Rückhalt fanden derlei Gesellschaftsentwürfe nunmehr aber nicht so sehr in den neuen, vorab philosophisch oder naturwissenschaftlich ausgerichteten wissenschaftlichen Akademien der Aufklärungsepoche, sondern in patriotischen und nützlich-gelehrten Zirkeln und Sozietäten, wie Johann Christoph Gottscheds Deutschen Gesellschaften.

## Neue Fruchtbringende Gesellschaft
Im Jahr 2007 wurde in Köthen die Gesellschaft als Neue Fruchtbringende Gesellschaft wiedergegründet.

## Philatelistisches
Anlässlich der Gründung der Gesellschaft vor 400 Jahren erschien 2017 die Sonderbriefmarke 400 Jahre Fruchtbringende Gesellschaft im Nennwert von 145 Eurocent. Die Marke wurde der Öffentlichkeit am 3. August 2017 vorgestellt und am 10. August offiziell herausgegeben. Der Entwurf stammt von den Berliner Grafikern Annette von le Fort und André Heers.

## Liste der Mitglieder der Fruchtbringenden Gesellschaft
- Liste der Mitglieder der Fruchtbringenden Gesellschaft